# Douchy-les-Ayette British Cemetery
Douchy-les-Ayette British Cemetery is een begraafplaats gelegen in de Franse plaats Douchy-les-Ayette (Pas-de-Calais). De militaire graven worden onderhouden door de Commonwealth War Graves Commission.
De begraafplaats telt 491 geïdentificeerde Gemenebest graven uit de Eerste Wereldoorlog.